# Софија Кенин
Софија Ана Кенин (енгл. Sofia Anna Kenin, рус. София Анна Кенин; рођена 14. новембра 1998. у Москви) америчка је тенисерка.

## Каријера
Тенис је почела да тренира када је имала пет година. Њена омиљена подлога и на којој воли да игра је бетон.
У досадашњој каријери је освојила пет турнира у појединачној конкуренцији, а два турнира у конкуренцији парова. Најбољи пласман на ВТА ранг листи јој је 4 место. Године 2020. пласирала се у финале Отвореног првенства Аустралије победивши у том тренутку прву тенисерку света Ешли Барти из Аустралије. У финалу је победила Гарбиње Мугурузу са 2:1, те освојила први гренд слем турнир у каријери. Играла је у финалу Ролан Гароса 2020. године у ком је изгубила од Иге Швјонтек из Пољске.
Тренира је отац Алекс Кенин.

## Финала гренд слем турнира (2)

### Појединачно (1:1)
| Исход  | Година | Турнир                        | Противница у финалу | Резултат      |
| Победа | 2020   | Отворено првенство Аустралије | Гарбиње Мугуруза    | 4:6, 6:2, 6:2 |
| Финале | 2020   | Ролан Гарос                   | Ига Швјонтек        | 4:6, 1:6      |

## ВТА финала

### Појединачно: 5 (4:1)
| Легенда                   |
| ------------------------- |
| Гренд слем (1:0)          |
| Првенство ВТА (0:0)       |
| ВТА Елитни куп (0:0)      |
| Премијер турнири 5 (0:0)  |
| Премијер (0:0)            |
| Међународни турнири (3:1) |

| Подлога     |
| ----------- |
| Бетон (3:1) |
| Трава (1:0) |
| Шљака (0:0) |
| Тепих (0:0) |

| Исход  | Година | Турнир                        | Категорија   | Подлога | Противница       | Резултат            |
| Победа | 2019   | Хобарт                        | Међ. турнири | Бетон   | А. К. Шмидлова   | 6:3, 6:0            |
| Финале | 2019   | Мексико                       | Међ. турнири | Бетон   | Ванг Јафан       | 6:2, 3:6, 5:7       |
| Победа | 2019   | Мајорка                       | Међ. турнири | Трава   | Белинда Бенчич   | 6:7(2), 7:6(5), 6:4 |
| Победа | 2019   | Гуангџоу                      | Међ. турнири | Бетон   | Саманта Стосур   | 6:7(4), 6:4, 6:2    |
| Победа | 2020   | Отворено првенство Аустралије | Гренд слем   | Бетон   | Гарбиње Мугуруза | 4:6, 6:2, 6:2       |

## ТОП 10 победе
| Сезона | 2018. | 2019. | 2020. | Укупно |
| Победе | 2     | 5     | 1     | 8      |

| #    | Играчица        | Ранг   | Турнир                         | Подлога | Рунда | Резултат           | СКР    |
| ---- | --------------- | ------ | ------------------------------ | ------- | ----- | ------------------ | ------ |
| 2018 |                 |        |                                |         |       |                    |        |
| 1.   | Каролин Гарсија | Бр. 6  | Мајорка                        | Трава   | ЧФ    | 6:3, 6:3           | Бр. 91 |
| 2.   | Јулија Гергес   | Бр. 10 | Вухан                          | Бетон   | 2Р    | 6:3, 2:6, 6:4      | Бр. 62 |
| 2019 |                 |        |                                |         |       |                    |        |
| 3.   | Серена Вилијамс | Бр. 10 | Отворено првенство Француске   | Шљака   | 3Р    | 6:2, 7:5           | Бр. 35 |
| 4.   | Ешли Барти      | Бр. 1  | Отворено првенство Канаде      | Бетон   | 2Р    | 6:7(5), 6:3, 6:4   | Бр. 29 |
| 5.   | Елина Свитолина | Бр. 7  | Отворено првенство Канаде      | Бетон   | ЧФ    | 7:6(2), 6:4        | Бр. 29 |
| 6.   | Елина Свитолина | Бр. 7  | Отворено првенство Синсинатија | Бетон   | 3Р    | 6:3, 7:6(3)        | Бр. 22 |
| 7.   | Наоми Осака     | Бр. 1  | Отворено првенство Синсинатија | Бетон   | ЧФ    | 6:4, 1:6, 2:0 оду. | Бр. 22 |
| 2020 |                 |        |                                |         |       |                    |        |
| 8.   | Ешли Барти      | Бр. 1  | Отворено првенство Аустралије  | Бетон   | ПФ    | 7:6(6), 7:5        | Бр. 15 |